# Dominicaanse Republiek op de Olympische Zomerspelen 1984
De Dominicaanse Republiek nam deel aan de Olympische Zomerspelen 1984 in Los Angeles, Verenigde Staten. Voor het eerst werd er een bronzen medaille gewonnen.

## Deelnemers en resultaten

### Atletiek
| Olympiër           | Onderdeel       | Resultaat | Prestatie                                         |
| ------------------ | --------------- | --------- | ------------------------------------------------- |
| Ruddy Cornielle    | 5000m (m)       | 53e       | serie 2: 14de in 17.16,77                         |
| Ruddy Cornielle    | 10000m (m)      | DNF       | serie 1: niet gefinisht                           |
| Ruddy Cornielle    | 110m horden (m) | 17e       | serie 4: 5de in 14,05                             |
|                    |                 |           |                                                   |
| Felicia Candelario | 100m (v)        | 33e       | serie 5: 4de in 12,12                             |
| Divina Estrella    | 100m (v)        | 40e       | serie 4: 8ste in 12,25                            |
| Felicia Candelario | 200m (v)        | DNS       | serie 5: niet gestart                             |
| Divina Estrella    | 200m (v)        | 28e       | serie 6: 4de in 24,72 kwartfinale 4: 7de in 24,98 |

### Boksen
| Olympiër         | Onderdeel | Resultaat | Prestatie |
| ---------------- | --------- | --------- | --- |
| Jesus Herrera    | -48kg (m) | 9e        | 1ste ronde: vrij 2de ronde: V van PUR Ramos: 1-4 |
| Laureano Ramírez | -51kg (m) | 5e        | 1ste ronde: W van ARG Carballo: scheidsrechterlijke beslissing 2de ronde: W van PUR Rodriguez: 5-0 kwartfinale: V van KEN Bilali: 0-5                                                                  |
| Pedro Nolasco    | -54kg (m) | Brons     | 1ste ronde: W van YUG Simič: 4-1 2de ronde: W van UGA Siryakibba: 5-0 3de ronde: W van PUR Molina: 3-2 kwartfinale: W van KOR Moon: scheidsrechterlijke beslissing halve finale: V van ITA Stecca: 0-5 |
| Gustavo Cruz     | -54kg (m) | 17e       | 1ste ronde: vrij 2de ronde: V van ZAM Zulu: 0-5 |
| Abraham Mieses   | -57kg (m) | 9e        | 1ste ronde: vrij 2de ronde: W van ZAM Mwamba: 4-1 3de ronde: V van TUR Aykaç: scheidsrechterlijke beslissing                                                                                           |
| Angel Beltre     | -60kg (m) | 17e       | 1ste ronde: W van NEP Ranamagar: 5-0 2de ronde: V van NGR Ossai: scheidsrechterlijke beslissing4 |
| Virgilio Frias   | -91kg (m) | 17e       | 1ste ronde: V van JAM Stewart: knock-out |

### Judo
| Olympiër         | Onderdeel | Resultaat | Prestatie |
| ---------------- | --------- | --------- | --------- |
| John Adams       | -95kg (m) | 9e        |           |
| Desiderio Lebron | +95kg (m) | 11e       |           |

### Schoonspringen
| Olympiër           | Onderdeel     | Resultaat | Prestatie                          |
| ------------------ | ------------- | --------- | ---------------------------------- |
| Reynaldo Castro    | 3m plank (m)  | 20e       | voorronde: 20ste met 485,16 punten |
| Fernando Henderson | 3m plank (m)  | 19e       | voorronde: 19de met 492,15 punten  |
| Cesar Henderson    | 10m toren (m) | 16e       | voorronde: 16de met 464,52 punten  |

### Synchroonzwemmen
| Olympiër                    | Onderdeel | Resultaat | Prestatie                             |
| --------------------------- | --------- | --------- | ------------------------------------- |
| Maribel Solís               | solo      | 41        | kwalificatie: 36de met 79,434 punten  |
| Ximena Carias               | solo      | 45        | kwalificatie: 41de met 76,199 punten  |
| Ximena Carias Maribel Solís | duet      | 14e       | kwalificatie: 14de met 158,017 punten |

### Worstelen
| Olympiër        | Onderdeel   | Resultaat   | Prestatie                                                      |
| Vrije stijl     | Vrije stijl | Vrije stijl | Vrije stijl                                                    |
| --------------- | ----------- | ----------- | -------------------------------------------------------------- |
| Sergio Severino | -57kg (m)   | 15e         | groep B: 8ste V van YUG Sorov: 0-4                             |
| Grieks-Romeins  |             |             |                                                                |
| Sergio Severino | -57kg (m)   | 15e         | groep B: 8ste V van USA Famiano: 0-4 V van FRG Passarelli: 0-4 |

### Zeilen
| Olympiër        | Onderdeel      | Resultaat | Prestatie                            |
| --------------- | -------------- | --------- | ------------------------------------ |
| Antonio Esteban | windglider (m) | 36e       | 236 punten: (DNF-31-30-33-32-35-DSQ) |

Algerije · Amerikaanse Maagdeneilanden · Andorra · Antigua en Barbuda · Argentinië · Australië · Bahama’s · Bahrein · Bangladesh · Barbados · België · Belize · Benin · Bermuda · Bhutan · Birma · Bolivia · Bondsrepubliek Duitsland · Botswana · Brazilië · Britse Maagdeneilanden · Canada · Centraal-Afrikaanse Republiek · Chili · China · Chinees Taipei · Colombia · Congo-Brazzaville · Costa Rica · Cyprus · Denemarken · Djibouti · Dominicaanse Republiek · Ecuador · Egypte · El Salvador · Equatoriaal-Guinea · Fiji · Filipijnen · Finland · Frankrijk · Gabon · Gambia · Ghana · Grenada · Griekenland · Groot-Brittannië · Guatemala · Guinee · Guyana · Haïti · Honduras · Hongkong · Ierland · IJsland · India · Indonesië · Irak · Israël · Italië · Ivoorkust · Jamaica · Japan · Joegoslavië · Jordanië · Kaaimaneilanden · Kameroen · Kenia · Koeweit · Lesotho · Libanon · Liberia · Liechtenstein · Luxemburg · Madagaskar · Malawi · Maleisië · Mali · Malta · Marokko · Mauritanië · Mauritius · Mexico · Monaco · Mozambique · Nederland · Nederlandse Antillen · Nepal · Nicaragua · Nieuw-Zeeland · Niger · Nigeria · Noord-Jemen · Noorwegen · Oeganda · Oman · Oostenrijk · Pakistan · Panama · Papoea-Nieuw-Guinea · Paraguay · Peru · Portugal · Puerto Rico · Qatar · Roemenië · Rwanda · Salomonseilanden · Samoa · San Marino · Saoedi-Arabië · Senegal · Seychellen · Sierra Leone · Singapore · Soedan · Somalië · Spanje · Sri Lanka · Suriname · Swaziland · Syrië · Tanzania · Thailand · Togo · Tonga · Trinidad en Tobago · Tsjaad · Tunesië · Turkije · Uruguay · Venezuela · Verenigde Arabische Emiraten · Verenigde Staten · Zaïre · Zambia · Zimbabwe · Zuid-Korea · Zweden · Zwitserland